# Parc Cișmigiu

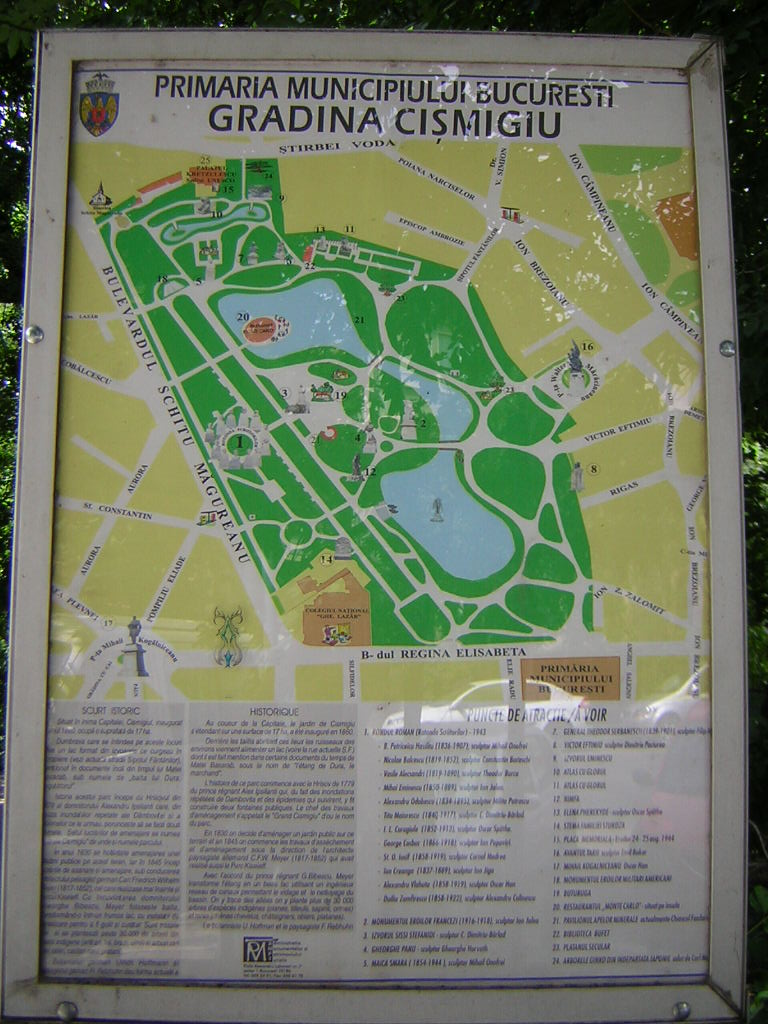
Plan du parc Cișmigiu de Bucarest.

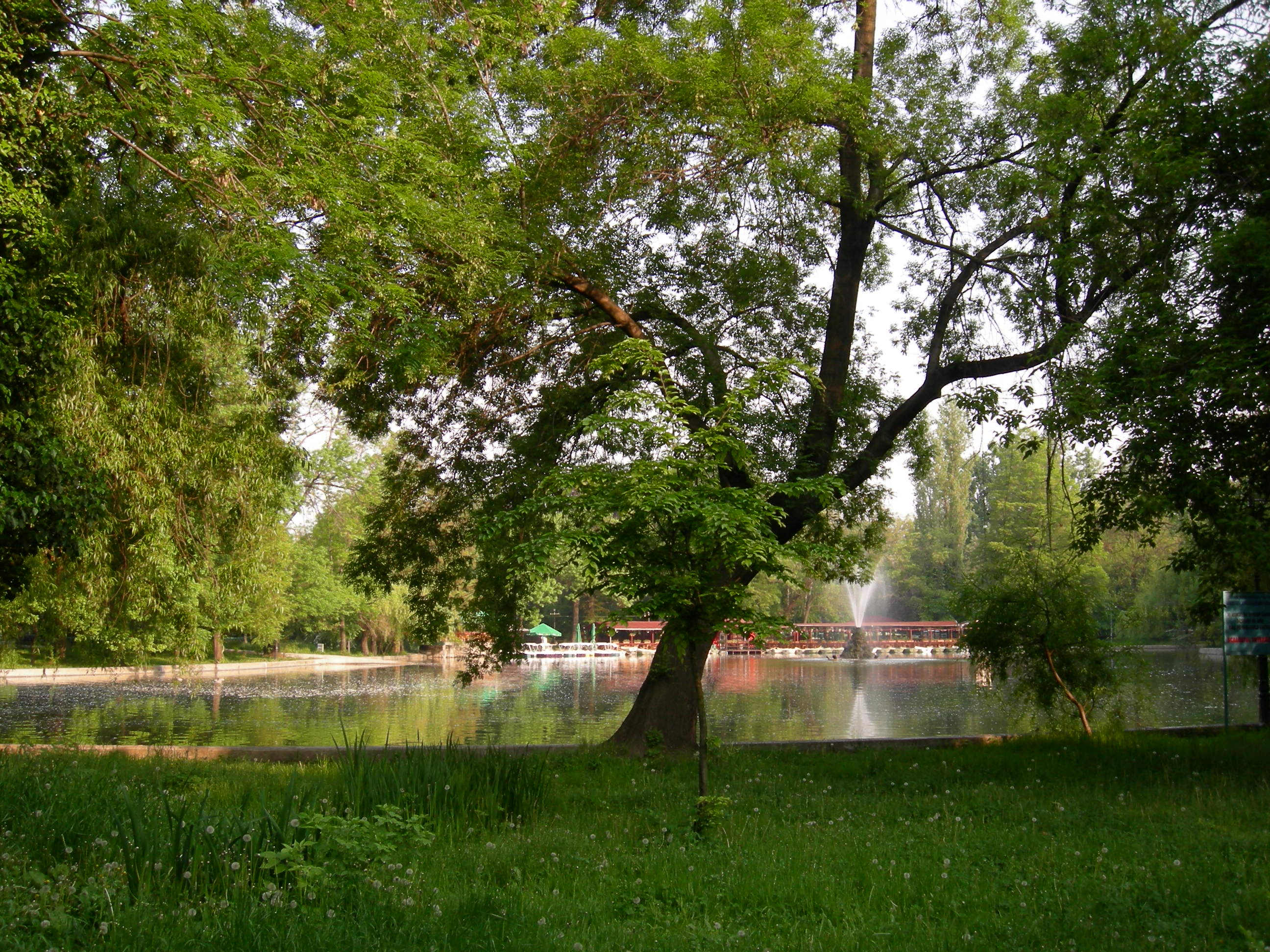
Le lac Cișmigiu.

Le parc Cișmigiu est le plus ancien et le plus central jardin public de Bucarest. Il a été inauguré en 1860.

## Toponymie
Le mot Cișmigiu (lire tchiche'midjiou) vient de la langue turque. Un ceșme est une fontaine publique et un cișmegiu est une personne responsable de la construction et de l'entretien des fontaines publiques. Le nom de cișmegiu a remplacé l'ancienne référence de « Dura », du nom du lac existant qui s'appelait lacul lui Dura neguțătorul et qui prit le nom de lac Cișmigiu.

## Géographie
Le parc de Cișmigiu est situé dans le centre-ville de Bucarest. Il a une superficie d'environ 17 hectares et il est bordé par plusieurs grandes artères : le boulevard Regina Elisabeta sur lequel est située la porte d'entrée principale du parc, face à l'hôtel de ville, l'avenue Schitu Măgureanu et la rue Știrbei Vodă près du palais Crețulescu. La partie sud du jardin fait face au collège national Gheorghe Lazăr.

## Histoire

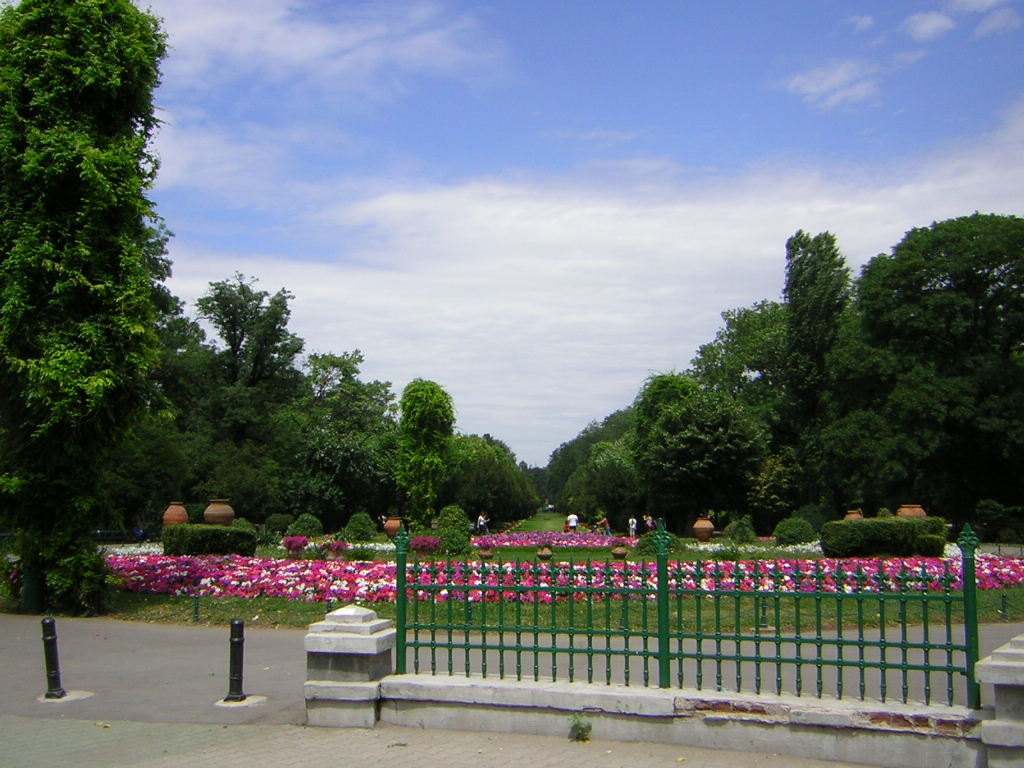
Vue partielle du parc Cișmigiu.

En 1779, le prince de la Valachie, Alexandre Ypsilantis, ordonna la construction de deux fontaines à Bucarest, appelées Cișmele, qui a donné ensuite l'appellation Cișmigiu.
En 1837, les marais voisins sont drainés, puis en 1847, fut aménagé un lac d'agrément, le lac Cișmigiu, à l'emplacement du lac naturel nommé Balta lui Dura neguțătorul (étang de Dura le marchand) connu pour la pêche et ses colonies de canards colvert.
C'est au prince Georges III Bibesco, hospodar de Valachie de 1843 à 1848, que l'on doit le début d'une série de grands travaux publics. En 1843, Bibesco demanda à des experts en horticulture de restructurer les jardins de la ville. Deux citoyens de la Confédération germanique, l'horticulteur Wilhelm Friedrich Carl Meyer et son assistant, le jardinier Franz Hörer, arrivèrent à Bucarest, où leurs premiers travaux débutèrent par des arrangements floraux, puis un canal fut construit afin de relier le lac à la rivière Dâmbovița. Le 27 février 1845, le domaine devint propriété publique par décret princier et grâce au mécénat de la famille Bibesco.
Entre 1849 et 1860, plus de 30 000 arbres et arbustes furent plantés. Un pavillon de musique « à la viennoise » fut construit et des îles artificielles aménagées avec des ponts d'ornement et une allée de promenade. Le 22 mars 1860 le parc est ouvert aux visiteurs. Il comprend alors aussi des volières montrant des paons et des oiseaux aquatiques dont des pélicans.
Durant les deux occupations militaires des deux guerres mondiales, allemande du maréchal Falkenhayn lors de la première et soviétique du maréchal Malinovski lors de la seconde, les troupes cantonnées dans le jardin utilisent une partie des arbres et les kiosques en bois des guinguettes pour se chauffer, et les oiseaux finissent dans leurs marmites. Les Bucarestois et surtout les Bucarestoises apprennent à éviter le jardin et ses abords, rendu à l'état de dépotoir lors du retrait de ces troupes, et restauré dans les années 1920 la première fois, et 1950 la seconde fois. Lors de leurs travaux, les jardiniers trouvent encore parfois dans le sol d'anciennes bouteilles de schnaps ou de vodka. Redevenu un lieu de promenade familial, le jardin devient vétuste dans les années 1980 et 1990 en raison cette fois de la situation économique générale de la Roumanie dans la dernière décennie de la dictature de 1945-1989 et la première décennie de transition démocratique. 
Dans les années 2000, la municipalité entreprend une nouvelle restauration et, se basant sur ses archives photographiques, réinstalle des bancs, sièges, kiosques et horloges identiques au mobilier urbain d'avant-guerre, ainsi qu'un point d'eau pour oiseaux aquatiques. De nouvelles concessions commerciales sont accordées, multipliant le nombre de cafés et restaurants, et contribuant à financer l'entretien du parc.

## Description

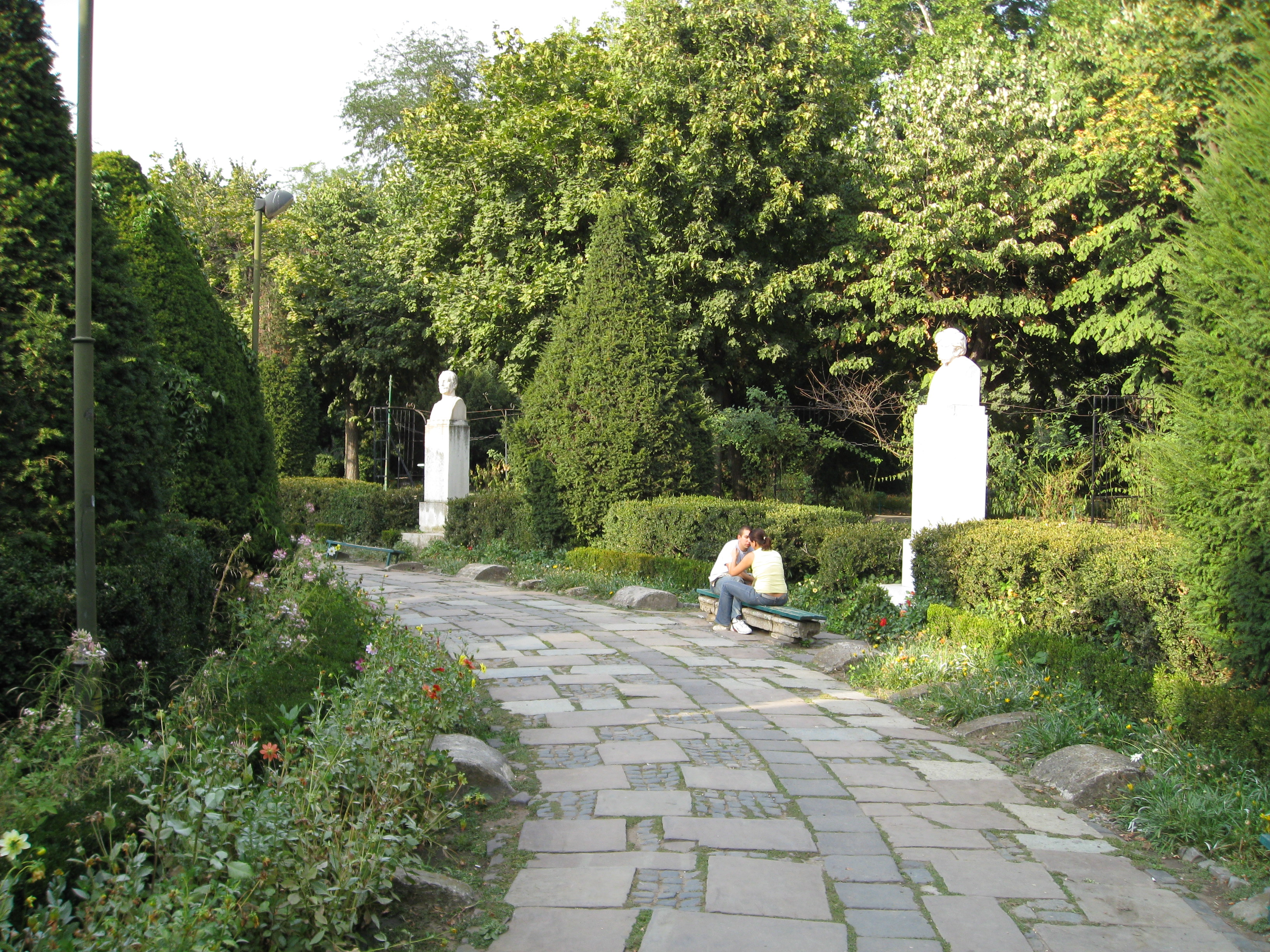
La rotonde des écrivains roumains.

### La rotonde des écrivains
La "Rotonda Scriitorilor" (Rotonde des écrivains) est une allée circulaire ornée de bustes en pierre représentant douze écrivains : Vasile Alecsandri, Nicolae Bălcescu, Ion Luca Caragiale, George Coșbuc, Ion Creangă, Mihai Eminescu, Bogdan Petriceicu Hasdeu, Ștefan Octavian Iosif, Titu Maiorescu, Alexandru Odobescu, Alexandru Vlahuță et Duiliu Zamfirescu.

### Le Monument des Héros français
Le "monument aux Héros Français" commémore les soldats français morts au combat aux côtés de l'armée roumaine durant la première guerre mondiale et de la guerre hungaro-roumaine de 1919.

### La citadelle
Dans le jardin Cismigiu se situe un lieu particulier dénommé La Citadelle dans lequel s'élèvent les ruines d'un monastère construit en 1756 sur les fonds du poète Văcărescu. À l'intérieur de ce monastère, débute un passage souterrain reliant jadis le palais Crețulescu à la rivière Dâmbovița.

### Autres lieux
Le parc dispose de plusieurs aires de jeux, d'une location de barques, d'un grand restaurant au bord de l'eau et de plusieurs cafés, glaciers et snacks.

## Galerie de photographies

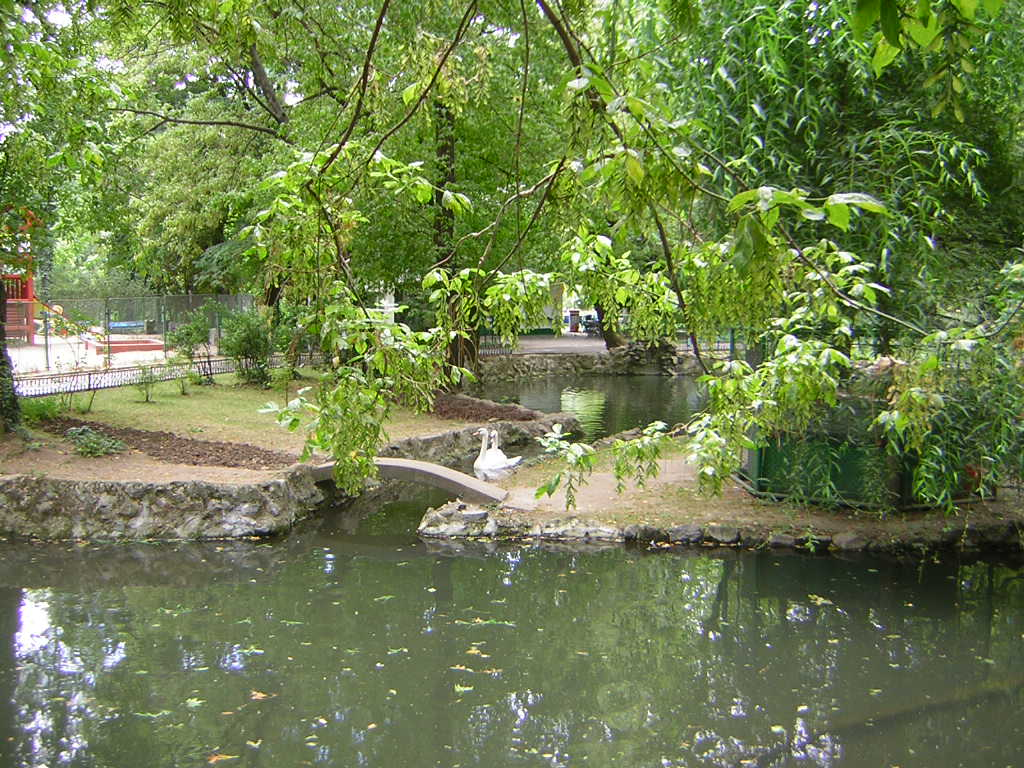
Les cygnes du parc
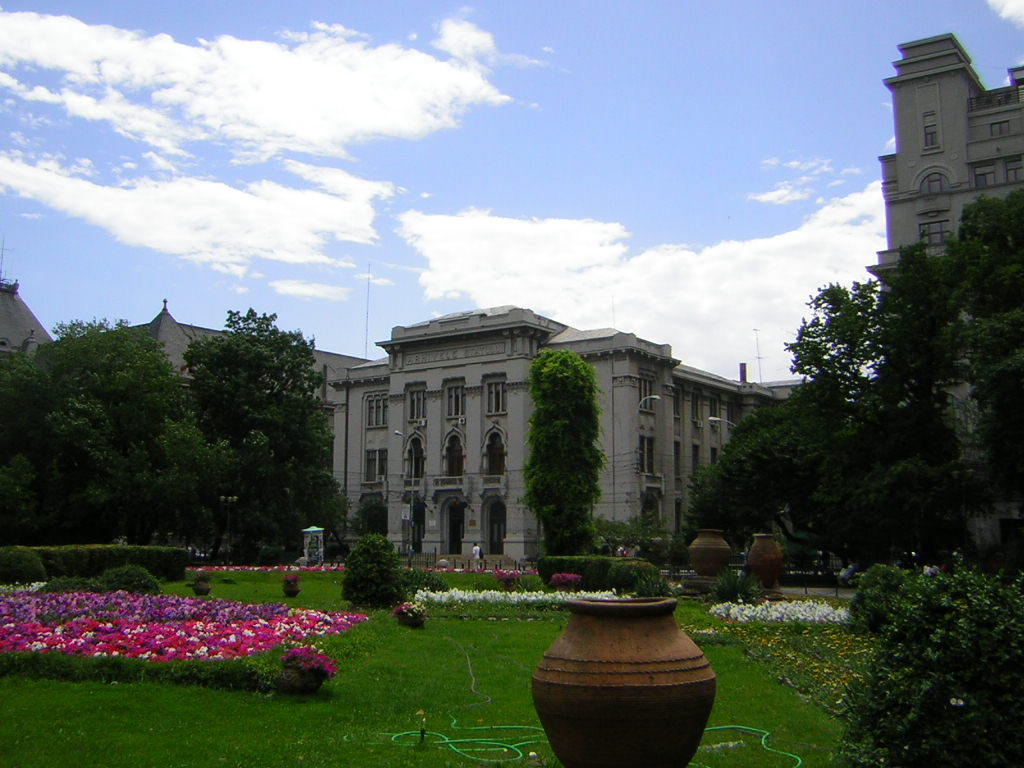
Vis-à-vis du parc, le palais des Archives de l'État
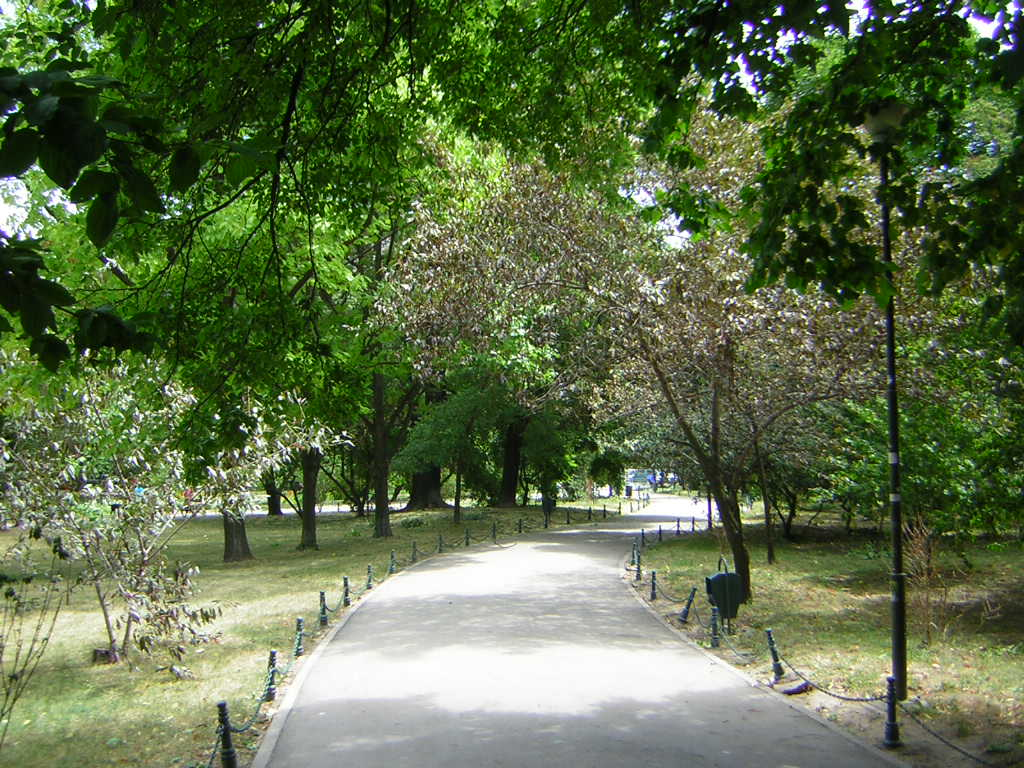
Une allée du jardin
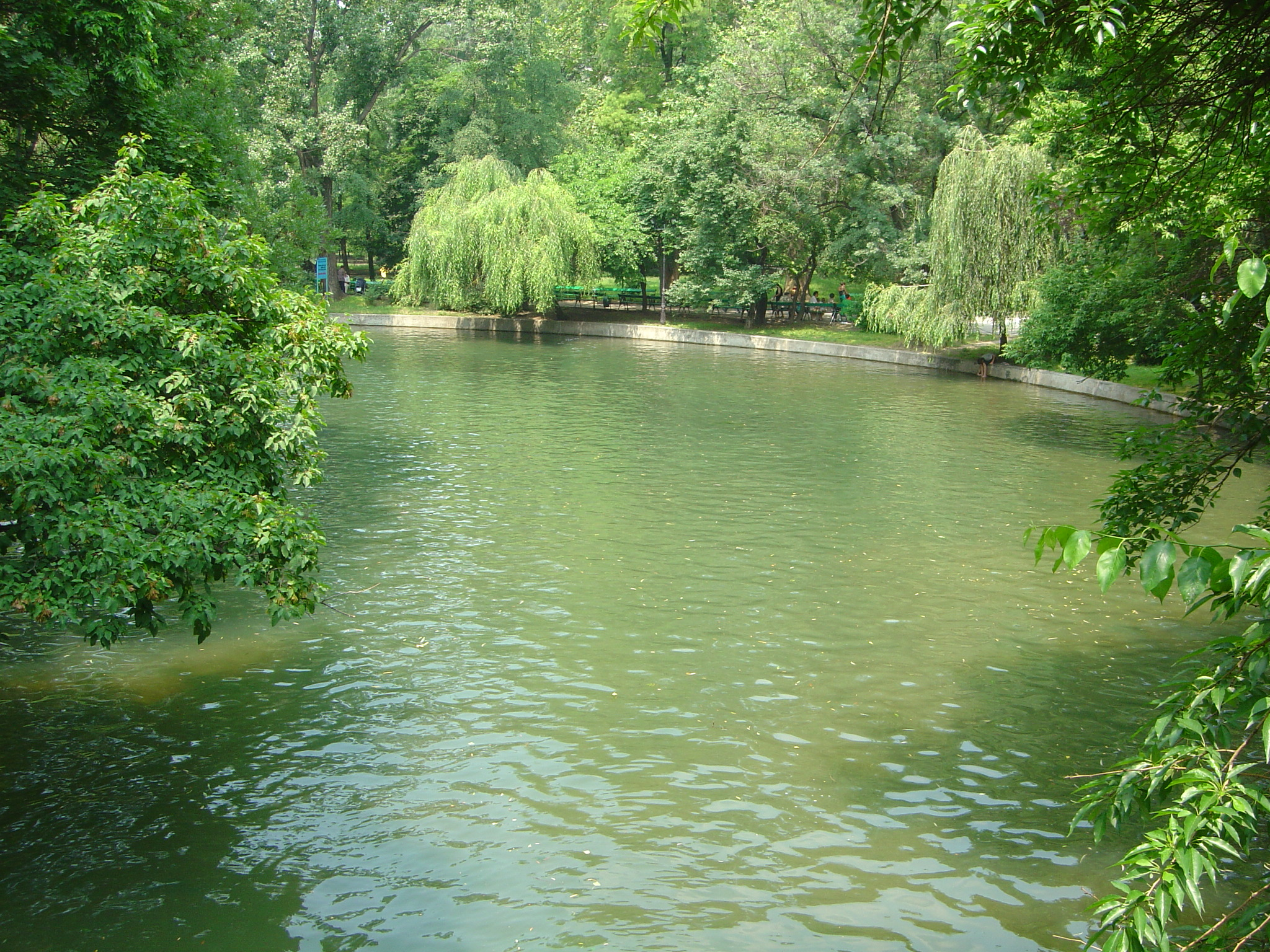
Le lac artificiel
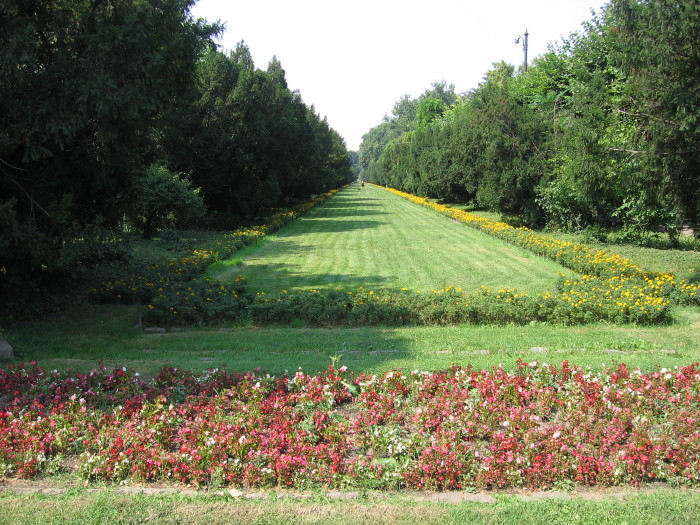
L'allée parallèle au Bd. Schitu Măgureanu
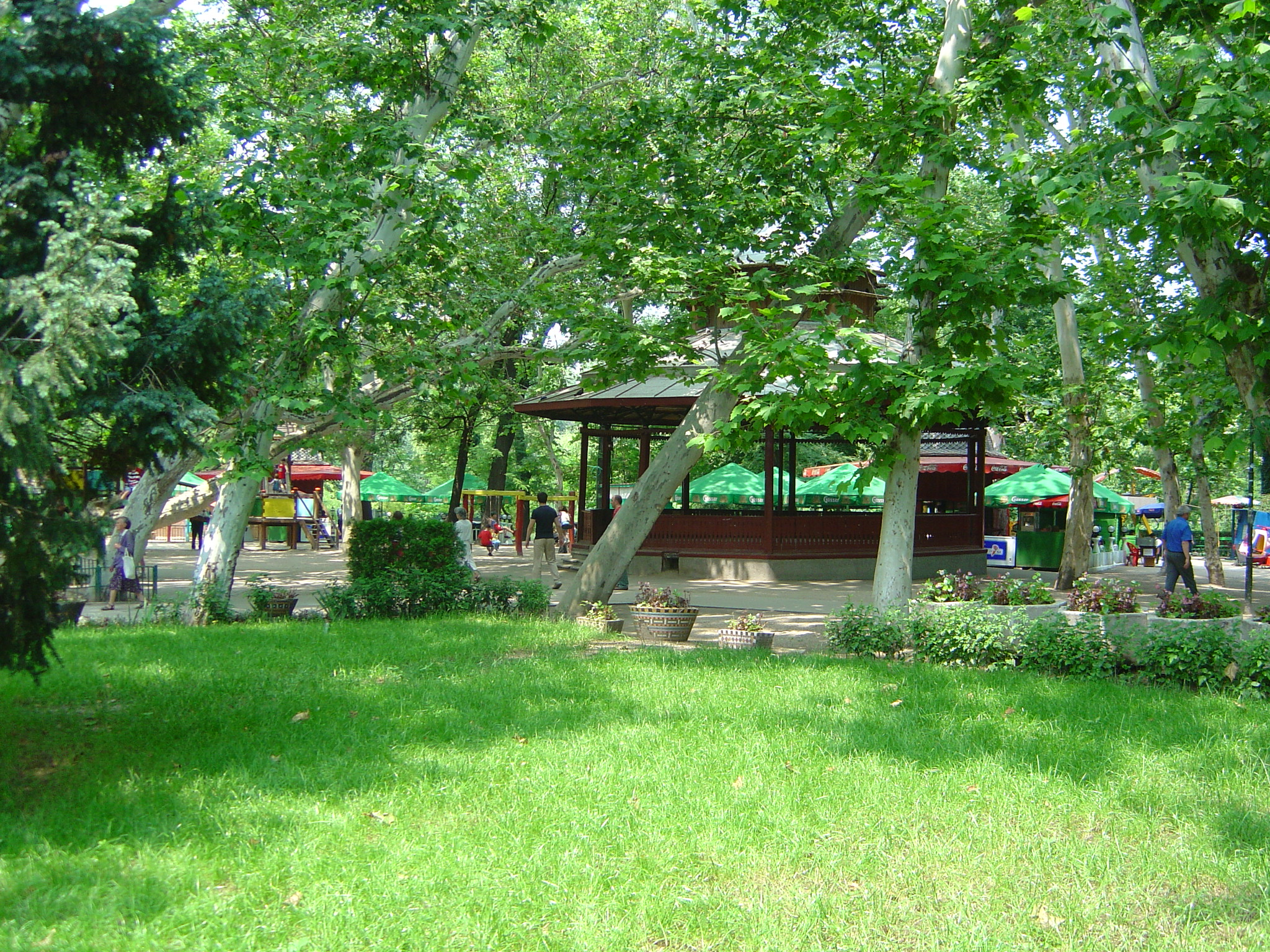
Aire de jeux, kiosque à musique et guinguettes
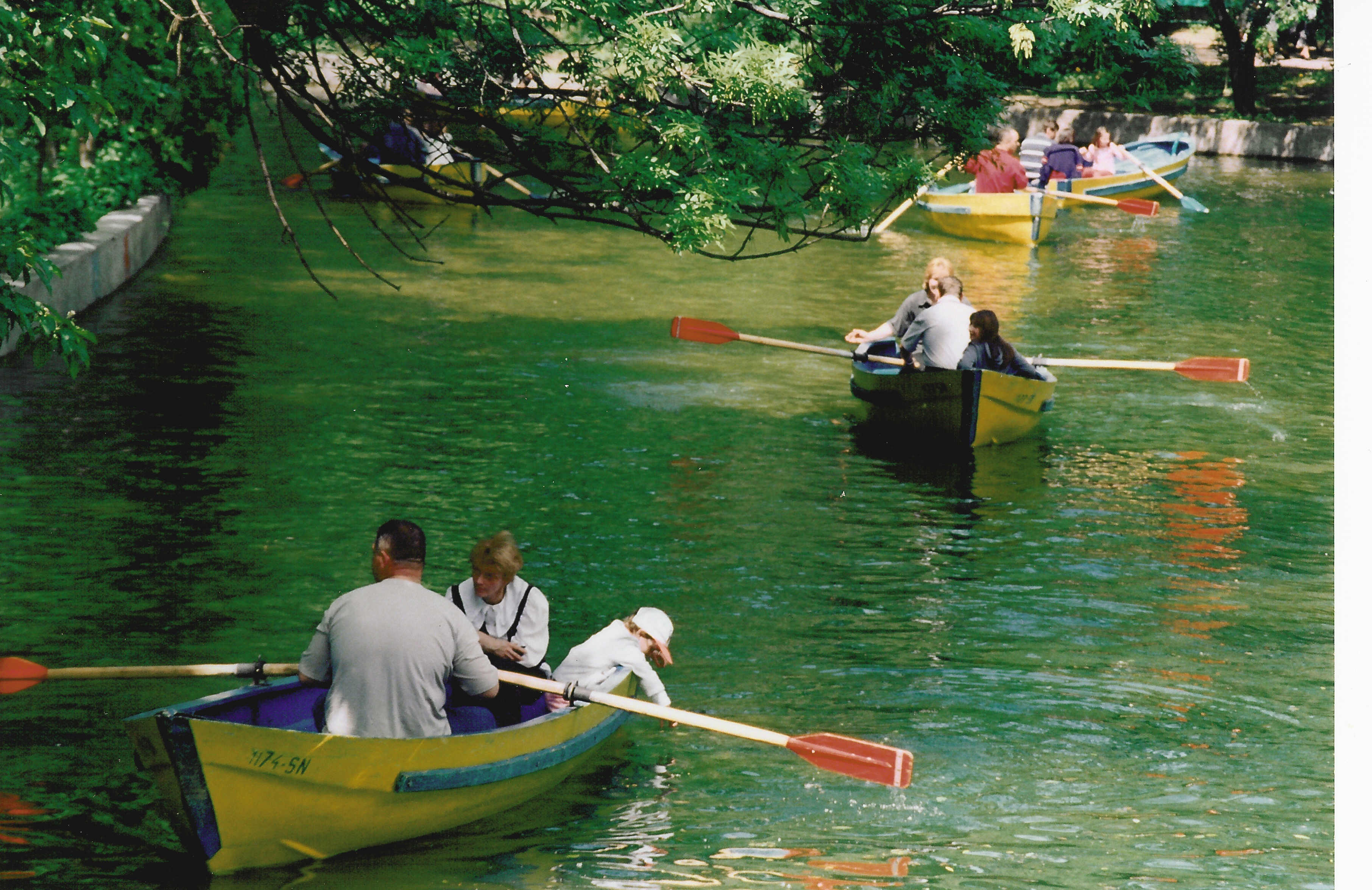
Les barques à louer
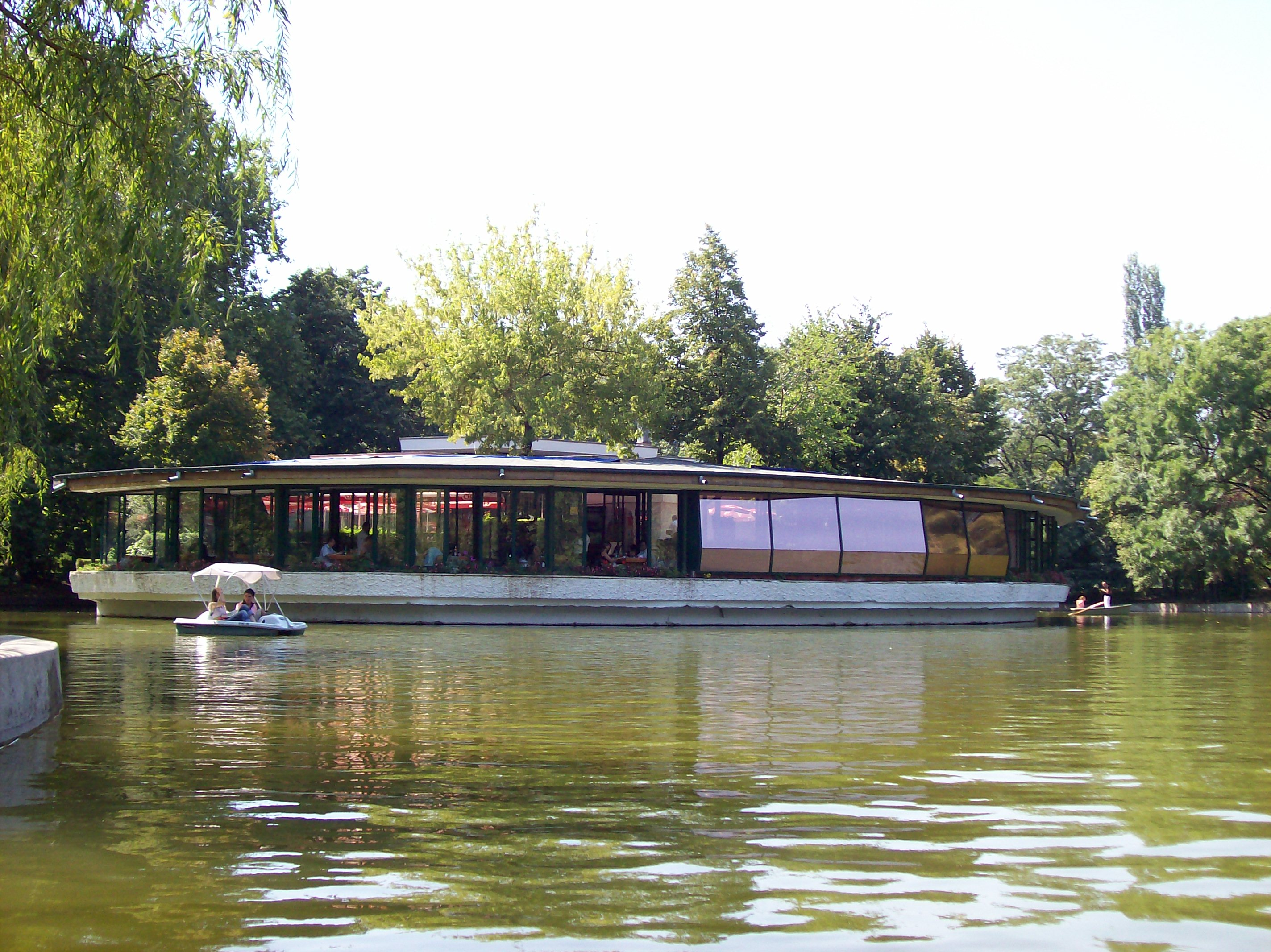
Le restaurant panoramique
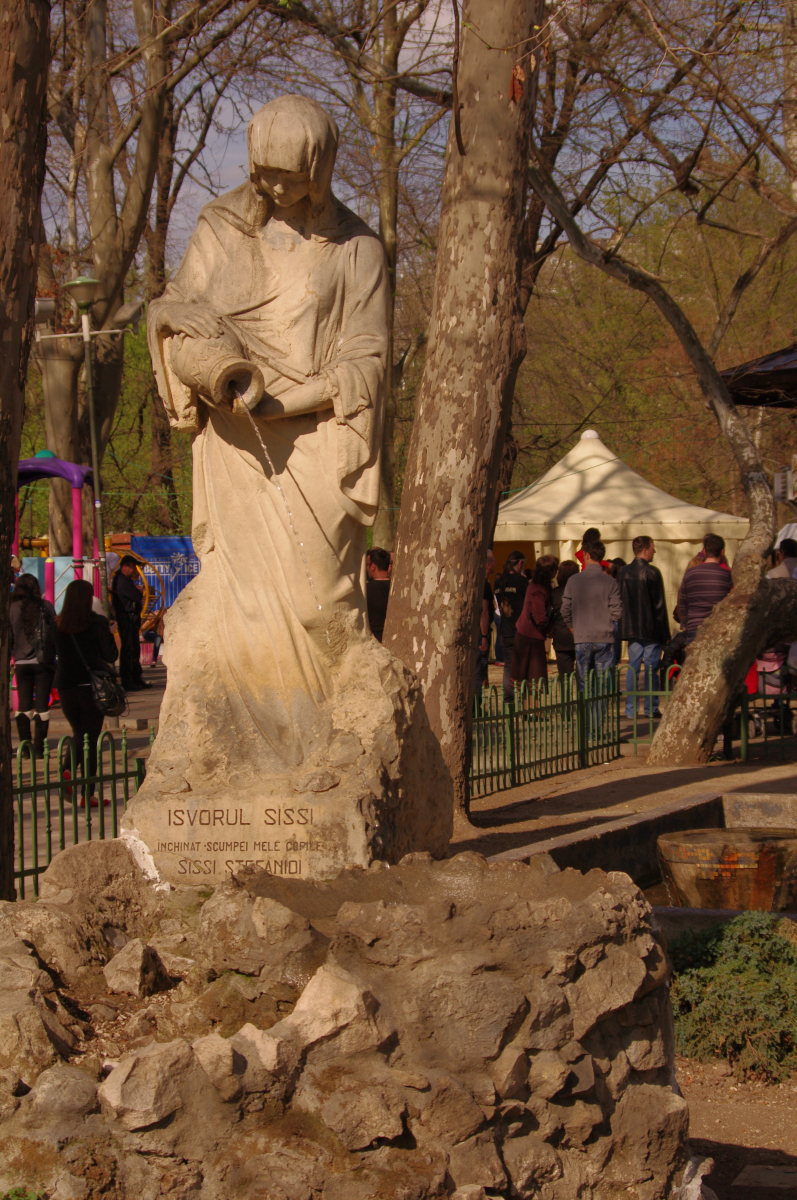
Le monument et la source Sissi Stefanidi
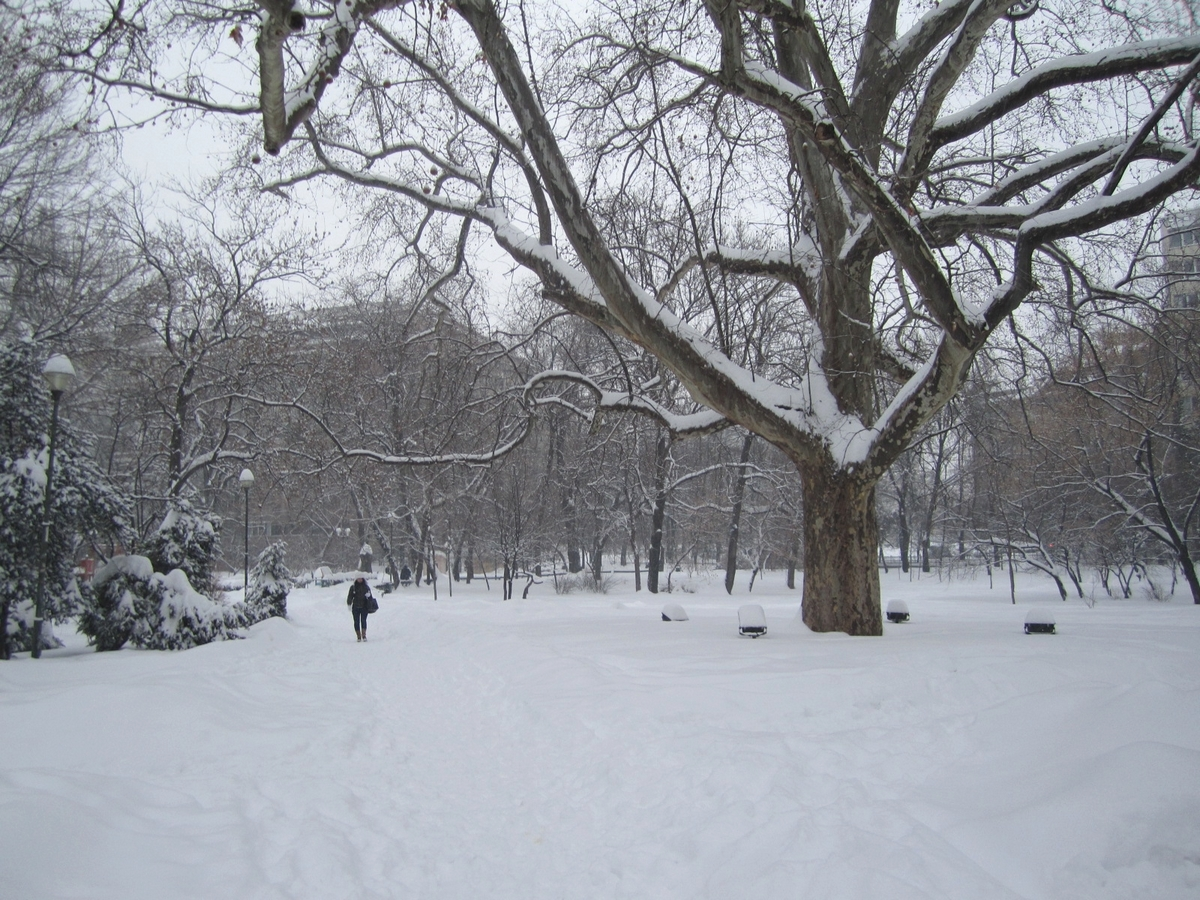
Le parc en hiver (on peut parfois patiner sur le lac, mais de moins en moins souvent avec le réchauffement climatique)

## Sources
- Constantin C. Giurescu (trad. Andrée Fleury), Histoire de Bucarest, Bucarest, 1976 (SUDOC 084070978)
- Constantin C. Giurescu et Dinu C. Giurescu, Istoria Bucureștilor [Histoire de Bucarest], Ed. Vremea, Coll. Planeta București, 2009
- Collectif, Le Guide vert de la Roumanie, Michelin, édition 2015